# Associazione Calcio Carpi 1934-1935
Questa pagina raccoglie le informazioni riguardanti l'Associazione Calcio Carpi nelle competizioni ufficiali della stagione 1934-1935.

## Stagione
Nella stagione 1934-1935 il Carpi ha disputato il girone E della Prima Divisione. Con 18 punti ha ottenuto il tredicesimo e penultimo posto in classifica, venendo retrocesso nel campionato regionale emiliano di Prima Divisione 1935-1936, perché solo le prime sei classificate hanno acquisito il diritto a partecipare al prossimo nascente campionato di Serie C. Il torneo è stato vinto dalla Reggiana con 38 punti davanti al Parma con 37 punti, i reggiani hanno vinto anche il girone finale ma hanno poi perso la promozione in Serie B perdendo lo spareggio con il Siena.
In casa carpigiana viene chiamato l'allenatore ungherese József Ging già allenatore del Modena, sempre dal Modena rientra Zorè Sabbadini ma si infortuna al ginocchio e senza la sua stella il Carpi disputerà una stagione da dimenticare in fretta. Fanno la loro apparizione in prima squadra alcuni giovani che conteranno nei prossimi anni, quali Narciso Benetti e Nunzio Gavioli che risulterà il miglior marcatore con sei reti. L'attacco evanescente ed i risultati negativi conseguenti, minano la solidità della società, a Piacenza la squadra gioca con solo dieci calciatori, poi rinuncia a disputare il recupero dell'ultima di campionato. Al termine della stagione si dimette il presidente Arnaldo Salvaterra, a raccoglierne l'eredità sono due imprenditori locali, Agostino Braghiroli e Enzo Mailli.

## Rosa
| N. |                   | Ruolo | Calciatore         |
| -- | ----------------- | ----- | ------------------ |
|    | Italia (bandiera) | D     | Allegro Balugani   |
|    | Italia (bandiera) | C     | Fausto Barbolini   |
|    | Italia (bandiera) | D     | Narciso Benetti    |
|    | Italia (bandiera) | A     | Ennio Bergonzini   |
|    | Italia (bandiera) | A     | Fiorani            |
|    | Italia (bandiera) | C     | Nunzio Gavioli     |
|    | Italia (bandiera) | P     | Emilio Giovannini  |
|    | Italia (bandiera) | P     | Antonio Gozzi      |
|    | Italia (bandiera) | D     | Mario Guandalini   |
|    | Italia (bandiera) | D     | Garibaldino Loschi |

| N. |                   | Ruolo | Calciatore        |
| -- | ----------------- | ----- | ----------------- |
|    | Italia (bandiera) | D     | Erio Lugli        |
|    | Italia (bandiera) | A     | Umberto Lugli     |
|    | Italia (bandiera) | A     | Ercole Marcucci   |
|    | Italia (bandiera) | C     | Bruno Maselli     |
|    | Italia (bandiera) | C     | Aldo Nichele      |
|    | Italia (bandiera) | D     | Zorè Sabbadini    |
|    | Italia (bandiera) | A     | Luigi Saetti      |
|    | Italia (bandiera) | C     | Francesco Schiavi |
|    | Italia (bandiera) | A     | Goffredo Sgarbi   |
|    | Italia (bandiera) | C     | Lidio Stefanini   |

## Prima Divisione girone E

### Girone di andata
| Arbitro: | Campi (Ancona) |

|                     |           |  |
| Marcucci 34’ (rig.) | Marcatori |  |

| Reggio Emilia 14 ottobre 1934 2ª giornata | Reggiana            | 0 – 0 | Carpi | Stadio Mirabello\| Arbitro: \| Gardenghi (Brescia) \| |
| Arbitro:                                  | Gardenghi (Brescia) |       |       |                                                       |

| Arbitro: | Cugnini (Ancona) |

|  |           |            |
|  | Marcatori | 4’ Artioli |

| Arbitro: | Campi (Ancona) |

|           |           |  |
| Boari 56’ | Marcatori |  |

| Arbitro: | Violi (Milano) |

|                               |           |             |
| Stefanini 66’, 71’ Saetti 77’ | Marcatori | 30’ Aramini |

| Arbitro: | Sorbi (Firenze) |

|                   |           |                           |
| Grandi 55’ (rig.) | Marcatori | 56’ Barbolini 82’ Gavioli |

| Arbitro: | Celano (Roma) |

|                                    |           |                                |
| Del Grosso 22’ Cella 33’ Paini 77’ | Marcatori | 73’ (aut.) Giuberti 83’ Sgarbi |

| Arbitro: | Zilli (Reggio Emilia) |

|                            |           |                |
| Bergonzini 77’ Gavioli 78’ | Marcatori | 18’ Codrignani |

| Arbitro: | Baracchi (Firenze) |

|                                      |           |             |
| Picci 18’ E. Fabbri 73’ Bertozzi 85’ | Marcatori | 33’ Nichele |

| Arbitro: | Curradi (Firenze) |

|                    |           |                          |
| Schiavi 39’ (rig.) | Marcatori | 13’ Ballardini 61’ Bassi |

| Arbitro: | Mantovani (Ferrara) |

|                                             |           |                                    |
| Marcucci 39’ Loranzi 50’ (aut.) Gavioli 70’ | Marcatori | 1’, 57’, 60’ Girometta 15’ Curtoni |

| Arbitro: | Ziglioli (Crema) |

|                          |           |            |
| Marchina 4’ Calanchi 62’ | Marcatori | 71’ Saetti |

| Arbitro: | Freschi (Bologna) |

|                              |           |            |
| Capra 29’, 55’ Ballerini 63’ | Marcatori | 88’ Sgarbi |

### Girone di ritorno
| Arbitro: | Sorbi (Firenze) |

|          |           |                |
| Rosa 64’ | Marcatori | 89’ Bergonzini |

| Arbitro: | Jannantuoni (La Spezia) |

|             |           |                                        |
| Fiorani 32’ | Marcatori | 37’, 86’ Vezzani 58’ Violi 76’ Aigotti |

| Arbitro: | Lenzi (Pistoia) |

|                                      |           |                   |
| Canazza Ronzan 37’ Barbieri 70’, 89’ | Marcatori | 50’ (rig.) Saetti |

| Arbitro: | D'Agostino (Porto San Giorgio) |

|                                                                   |           |                  |
| Barbolini 18’ Gavioli 68’ Bergonzini 85’ Fiorani 88’ Marcucci 89’ | Marcatori | 20’ A. Pantani I |

| Arbitro: | Candida (Venezia) |

|                                                                  |           |             |
| Gozzi 3’ (aut.) Baratella 15’, 22’ Taddei 78’, 81’, 84’ Lega 89’ | Marcatori | 41’ Schiavi |

| Arbitro: | Neri (Vicenza) |

|                          |           |  |
| Marcucci 15’ Gavioli 30’ | Marcatori |  |

| Arbitro: | Leoni (Milano) |

|             |           |  |
| Maselli 18’ | Marcatori |  |

| Arbitro: | Baracchi (Firenze) |

|                                               |           |                |
| Dall'Osso 2’ Codrignani 29’ Morini 67’ (rig.) | Marcatori | 22’ Bergonzini |

| Arbitro: | Rubinato (Venezia) |

|                         |           |                           |
| Gavioli 18’ Fiorani 79’ | Marcatori | 9’ Camporesi 50’ Liverani |

| Arbitro: | Baracchi (Firenze) |

|                           |           |  |
| Pavan 63’, 72’ Mietti 80’ | Marcatori |  |

| Arbitro: | Nocentini (Prato) |

|                                     |           |                       |
| Falconi 9’, 49’, 62’ Gobbi 43’, 70’ | Marcatori | 55’ (rig.) Guandalini |

| Arbitro: | Morellato (Vicenza) |

|                                 |           |  |
| Erio Lugli 64’, 89’ Maselli 81’ | Marcatori |  |

| 26 maggio 1935 26ª giornata | Carpi | 0 – 2 A Tav. | Ravenna |  |